# Edward Fox (acteur)
Pour les articles homonymes, voir Edward Fox et Fox.
Edward Fox est un acteur britannique, né le 13 avril 1937 à Chelsea (Londres). Il est le frère aîné de l'acteur James Fox. Ses enfants Emilia et Freddie Fox sont également acteurs.

## Biographie
Edward Fox remporte le British Academy Film Award du meilleur acteur dans un second rôle à deux reprises, pour Le Messager en 1972 et Un pont trop loin en 1978. Il est fait officier de l'ordre de l'Empire britannique par la reine Élisabeth II lors de la promotion de la nouvelle année de 2003.

## Filmographie

### Cinéma
- 1963 : Le Prix d'un homme (This Sporting Life), de Lindsay Anderson
- 1963 : Au bord du gouffre (The Mind Benders), de Basil Dearden
- 1966 : The Frozen Dead (en), de Herbert J. Leder (en)
- 1967 : Scotland Yard au parfum (en) (The Jokers), de Michael Winner
- 1967 : Chantage au meurtre (The Naked Runner), de Sidney J. Furie
- 1967 : Les Turbans rouges (The Long Duel), de Ken Annakin
- 1967 : Qu'arrivera-t-il après ? (I'll Never Forget What's'isname), de Michael Winner
- 1968 : Journey to Midnight (en), de Roy Ward Baker et Alan Gibson (segment Poor Butterfly)
- 1969 : Ah Dieu ! que la guerre est jolie (Oh! What a Lovely War), de Richard Attenborough
- 1969 : La Bataille d'Angleterre (Battle of Britain), de Guy Hamilton
- 1970 : The Breaking of Bumbo (en), d'Andrew Sinclair
- 1970 : Skullduggery, de Gordon Douglas
- 1970 : Le Messager (The Go-Between), de Joseph Losey
- 1973 : Chacal (The Day of the Jackal), de Fred Zinnemann
- 1973 : Maison de poupée (A Doll's House), de Joseph Losey
- 1975 : Galileo, de Joseph Losey
- 1977 : Un pont trop loin (A Bridge Too Far), de Richard Attenborough
- 1977 : Les Duellistes (The Duellists), de Ridley Scott
- 1977 : Le Choix du destin (Soldaat van Oranje), de Paul Verhoeven
- 1977 : Le Piège infernal (The Squeeze), de Michael Apted
- 1978 : Le Grand Sommeil (The Big Sleep), de Michael Winner
- 1978 : L'ouragan vient de Navarone (Force 10 from Navarone), de Guy Hamilton
- 1979 : Le Chat et le Canari (The Cat and the Canary), de Radley Metzger
- 1980 : Le miroir se brisa (The Mirror Crack'd), de Guy Hamilton
- 1982 : Gandhi, de Richard Attenborough
- 1983 : Jamais plus jamais (Never Say Never Again), d'Irvin Kershner
- 1983 : L'Habilleur (The Dresser), de Peter Yates
- 1984 : Le Bounty (The Bounty), de Roger Donaldson
- 1985 : La Partie de chasse (The Shooting Party), de Alan Bridges
- 1985 : Les Oies sauvages 2 (Wild Geese II), de Peter R. Hunt
- 1989 : Retour de la rivière Kwaï (Return from the River Kwai), d'Andrew V. McLaglen
- 1990 : They Never Slept, d'Udayan Prasad
- 1994 : Sherwood's Travels, de Ron Coswell et Steve Miner
- 1994 : A Feast at Midnight, de Justin Hardy
- 1995 : Amours et Jalousies (A Month by the Lake), de John Irvin
- 1997 : Prince Vaillant, d'Anthony Hickox
- 1998 : Perdus dans l'espace (Lost in Space), de Stephen Hopkins
- 2001 : Les Hommes de Sa Majesté (All the Queen's Men), de Stefan Ruzowitzky
- 2002 : L'Importance d'être Constant (The Importance of Being Earnest), d'Oliver Parker
- 2002 : Nicholas Nickleby, de Douglas McGrath
- 2003 : The Republic of Love (en), de Deepa Mehta
- 2004 : Stage Beauty, de Richard Eyre
- 2005 : Lassie, de Charles Sturridge
- 2014 : Decline of an Empire, de Michael Redwood
- 2018 : Johnny English contre-attaque (Johnny English Strikes Again), de David Kerr (en)

### Télévision
- 1966 : Girl of My Dreams
- 1968 : The Portrait of a Lady, de James Cellan Jones
- 1969 : Chapeau melon et bottes de cuir (The Avengers) (épisode : Mon Rêve le plus fou)
- 1970 : Olive, de James Cellan Jones
- 1970 : Ross, de Cedric Messina
- 1971 : Play of the Month (épisode : Le Songe d'une nuit d'été), de James Cellan Jones
- 1972 : Bermondsey, de Claude Whatham (court-métrage)
- 1975 : The School for Scandal, de Stuart Burge
- 1976 : Loyalties, de Rudolph Cartier
- 1977 : Shooting the Chandelier, de Jane Howell
- 1977 : Les Temps difficiles (Hard Times), de John Irvin
- 1977 : The Black Knight, de Peter Hammond
- 1978 : Edward & Mrs. Simpson, de Waris Hussein
- 1979 : The Voysey Inheritance, de Robert Knights
- 1985 : The Father, de Kenneth Ives
- 1986 : Shaka Zulu, de William C. Faure et Joshua Sinclair
- 1986 : Anastasia : Le Mystère d'Anna (Anastasia: The Mystery of Anna), de Marvin J. Chomsky
- 1987 : Quartermaine's Terms, de Bill Hays
- 1987 : Les Hasards de l'amour (A Hazard of Hearts), de John Hough
- 1991 : The Strauss Dynasty, de Marvin J. Chomsky
- 1991 : Robin Hood, de John Irvin
- 1991 : Sherlock Holmes et la croix de sang (The Crucifer of Blood), de Fraser Clarke Heston
- 1993 : The Maitlands, de Lindsay Posner
- 1996 : Les Voyages de Gulliver (Gulliver's Travels), de Charles Sturridge
- 1996 : September, de Colin Bucksey
- 1997 : A Dance to the Music of Time, de Christopher Morahan et Alvin Rakoff
- 1997 : Territoire interdit (Forbidden Territory: Stanley's Search for Livingstone), de Simon Langton
- 2001 : I Was a Rat, de Laurie Lynd
- 2002 : Daniel Deronda, de Tom Hooper
- 2004 : Hercule Poirot  (épisode Le Vallon de Simon Langton) : Gudgeon (le majordome)
- 2007 : Oliver Twist, de Coky Giedroyc
- 2010 : Marple: The Secret of Chimneys, de John Strickland
- 2011 : Inspecteur Barnaby (Midsomer Murders), de Simon Langton
- 2013 : Inspecteur Lewis (Lewis) (épisode : Design intelligent)
- 2015 : L'Habilleur (The Dresser), de Richard Eyre
- 2017 : Taboo, de Kristoffer Nyholm et Anders Engström
- 2024 The Gentlemen (2024 UK-US TV series) as the dying father (le père mourant) (episode 1)